# Christopher Farr
Christopher Farr (ca. 1945), beter bekend als Chris Farr is een Brits klavecimbelspeler en organist.

## Levensloop
Farr was een van de laatste studenten van Christopher Wood, die kon spelen op de klavecimbels van de befaamde Benton Fletcher collectie (eigendom van de National Trust). Hij nam deel aan de internationale klavecimbelwedstrijd 1971 in het kader van het festival Musica Antiqua in Brugge. Hij behaalde er de Derde prijs voor klavecimbel, evenals de Tweede prijs voor het concours basso continuo.
Hij doceerde in Nederland aan het Conservatorium van Arnhem. Hij was lid van het Orkest van de Achttiende eeuw en van het quatuor Philidor Ensemble. Hij was organist en koorleider in de kerk van Sint-Jan en Sint-Filiep in Den Haag. Hij doceerde ook klavecimbel aan de conservatoria van Zwolle en Den Haag.

## Discografie
- Concerts en symphonie: Philidor - Dornel - Marais, Philidor Ensemble, C. Farr aan het klavecimbel
- Amarilli Mia Bella, met Max van Egmond (2006)
- Johann Sebastian Bach en zonen, met hoboïst Washington Barella (1991)
- Antonio Vivaldi, Cantate da Camera, met countertenor Derek Lee Ragin en cello Viola de Hoog